# Thomas Simart
Pour les articles homonymes, voir Simart.
Thomas Simart, né le 9 octobre 1987 à Bois-Bernard, est un céiste français pratiquant la course en ligne, licencié à l'A.S.L. de Saint-Laurent-Blangy.

## Biographie
Thomas Simart remporte la médaille de bronze lors des Championnats du monde de course en ligne (canoë-kayak) 2009 à Dartmouth, en relais 4 × 200 m en canoë monoplace.
L'année suivante lors des Championnats du monde de course en ligne (canoë-kayak) 2010 à Poznań, il remporte la médaille d'argent en C-1 200 m.
Il se qualifie pour les Jeux Olympiques d'été de 2016 en C1 200 mètres où il termine 8ème.
En janvier 2021, il met un terme à sa carrière sportive, à l'âge de 33 ans.